# Майские богослужения и песнопения
Майские богослужения и песнопения — католическая традиция чествования Пресвятой Девы Марии на протяжении мая месяца. В эти дни молельное пение звучит не только в костелах, но и в домах верующих, когда люди собираются вместе после выполнения хозяйственных и домашних дел. К молебну в доме подготавливается алтарь со скульптурным или живописным изображением Богородицы.

## История
Ряд традиций связывает май с Богородицей. Альфонсо в XIII веке писал в своих песнях «Cantigas de Santa Maria» об особом почитании Марии в определенные дни в мае.
Герберт Терстон определяет XVII век как самый ранний случай принятия обряда посвящения месяца мая Пресвятой Деве посредством особых обрядов. Эта форма преданности Марии зародилась в Италии. Примерно в 1739 году свидетели говорят об особой форме преданности Марии в мае в Греццано недалеко от Вероны. В 1747 году архиепископ Генуи рекомендовал майское богослужение в качестве домашнего обряд. Особые молитвы для них были обнародованы в Риме в 1838 году.
По словам Фредерика Холвека, майская преданность в ее нынешней форме зародилась в Риме, где отец Латомия из Римской коллегии Общества Иисуса, чтобы противодействовать неверности и безнравственности среди студентов, в конце XVIII века дал обет посвящать месяц май Марии. Из Рима эта практика распространилась на другие иезуитские колледжи, а оттуда почти во все католические церкви латинского обряда. К 1813 году в Риме майские богослужения проводились в двадцати церквях. Из Италии майские богослужения вскоре распространились по Франции. В Бельгии майские богослужения, по крайней мере как частные, были известны уже к 1803 году. Традиция почитания Марии в месячном майском богослужении распространилась в конечном итоге по всему католическому миру в XIX веке вместе с месячным богослужением Иисусу в июне и Розарию в октябре.
В своей энциклике 1965 года Mense Maio Папа Павел VI определил май как благоприятное время для включения особых молитв о мире в традиционные майские богослужения
Майские молебны в Литве (моявы) практикуются с 1853 года. Считается, что эта традиция по инициативе Мотеюса Валанчюса зародилась в Жемайтии. Позднее, в конце века, традиция майских молебнов дошла и до Вильнюса.
Исполняются моявы и на празднике открытия Жямайтийского музея деревенского быта.

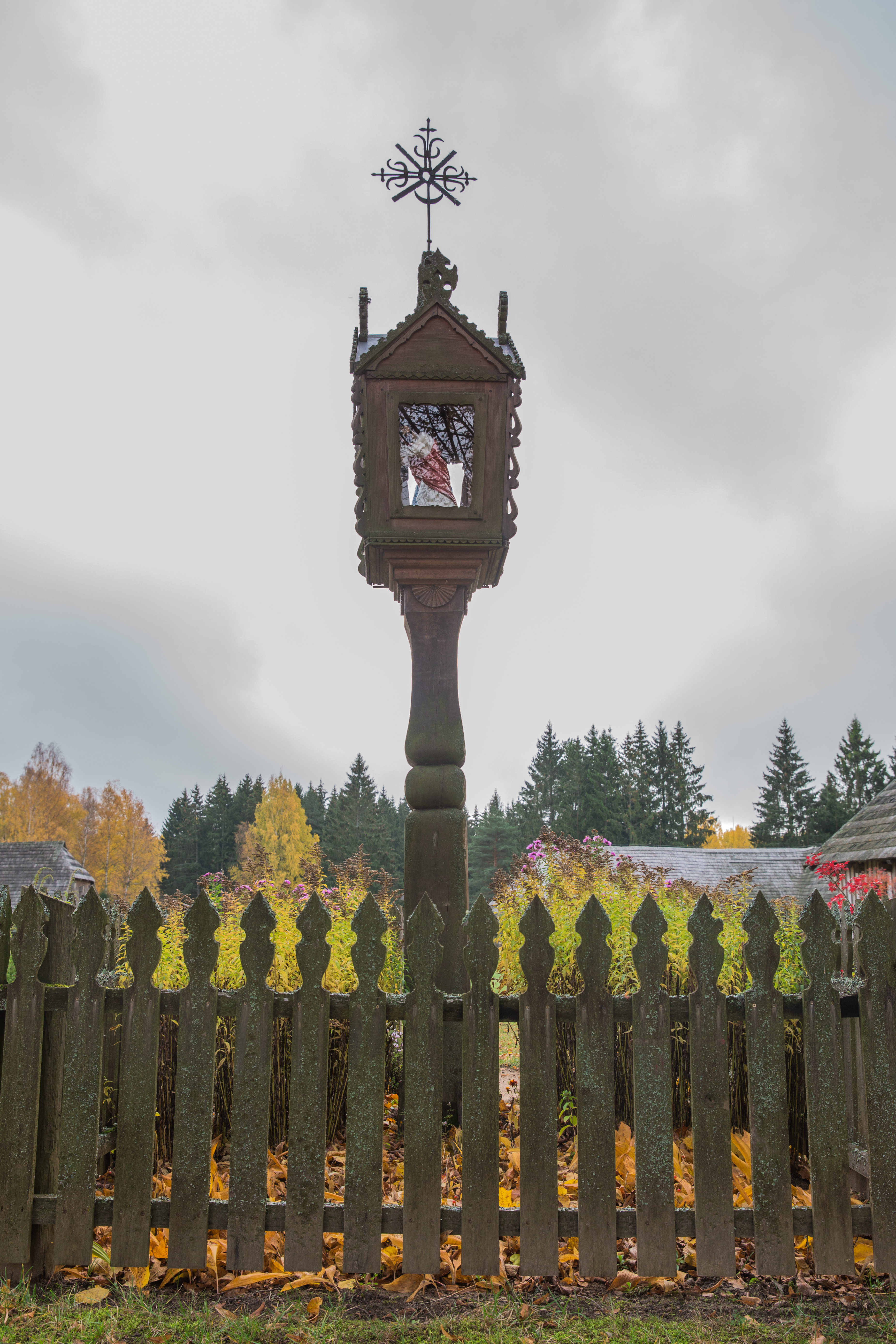
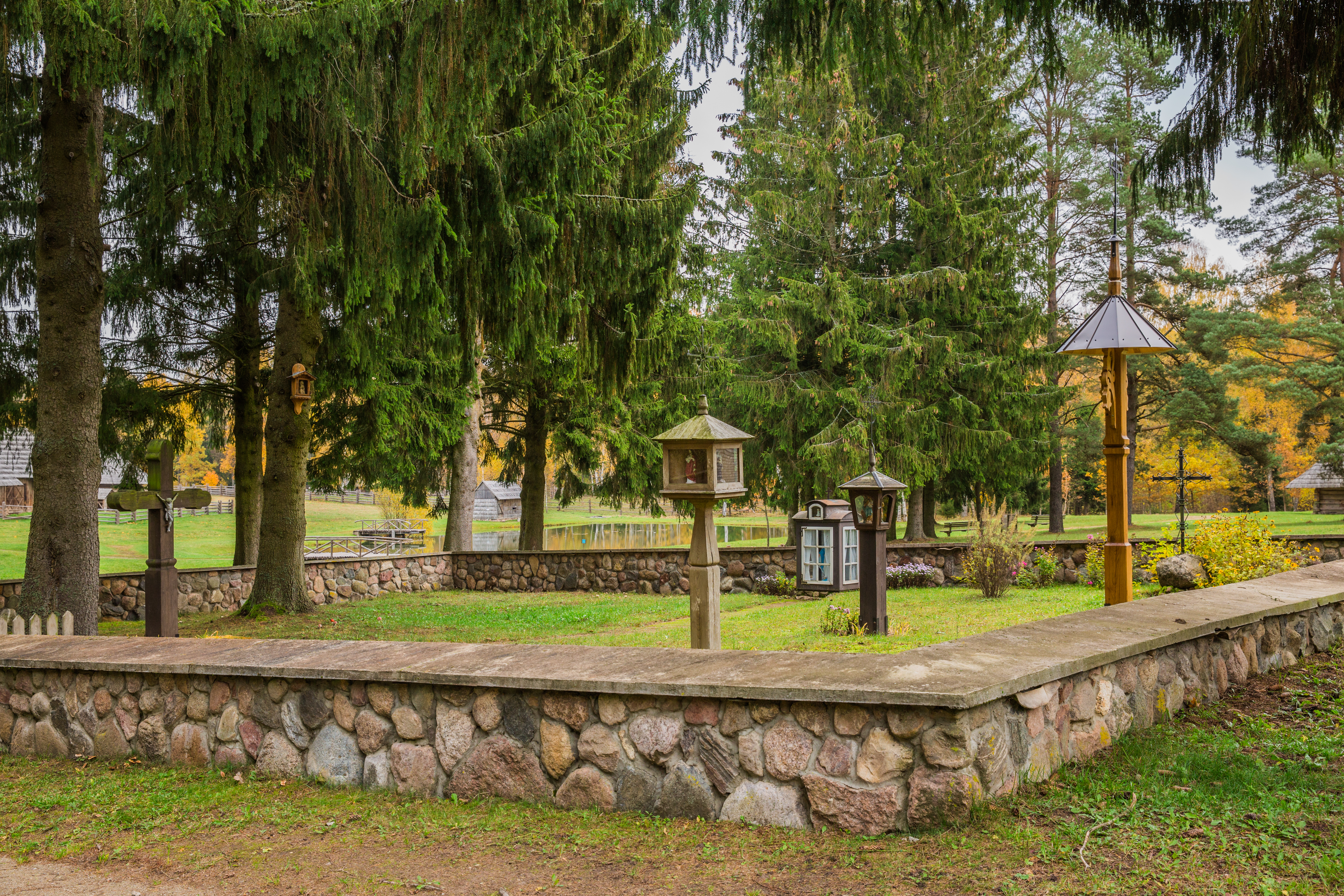
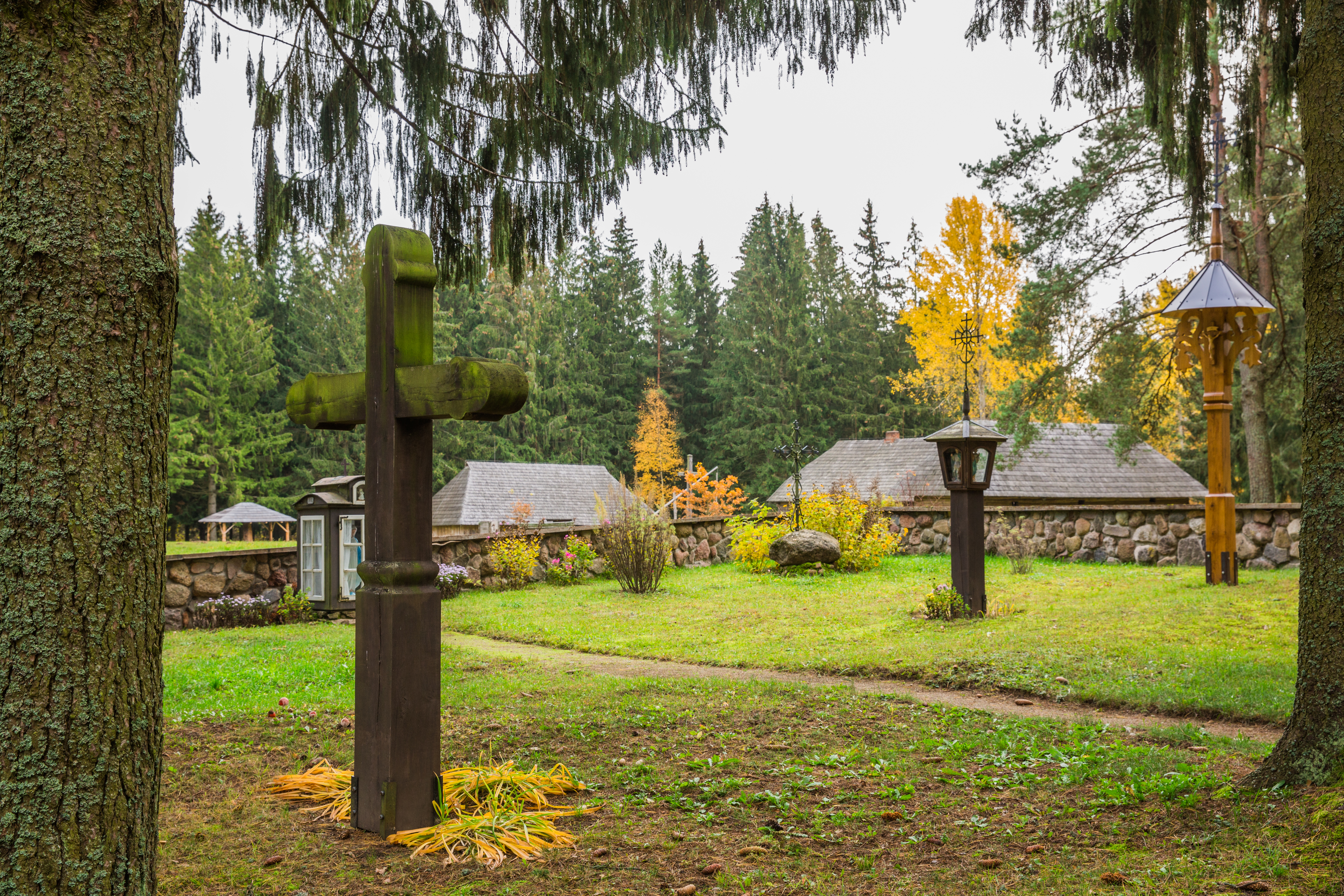
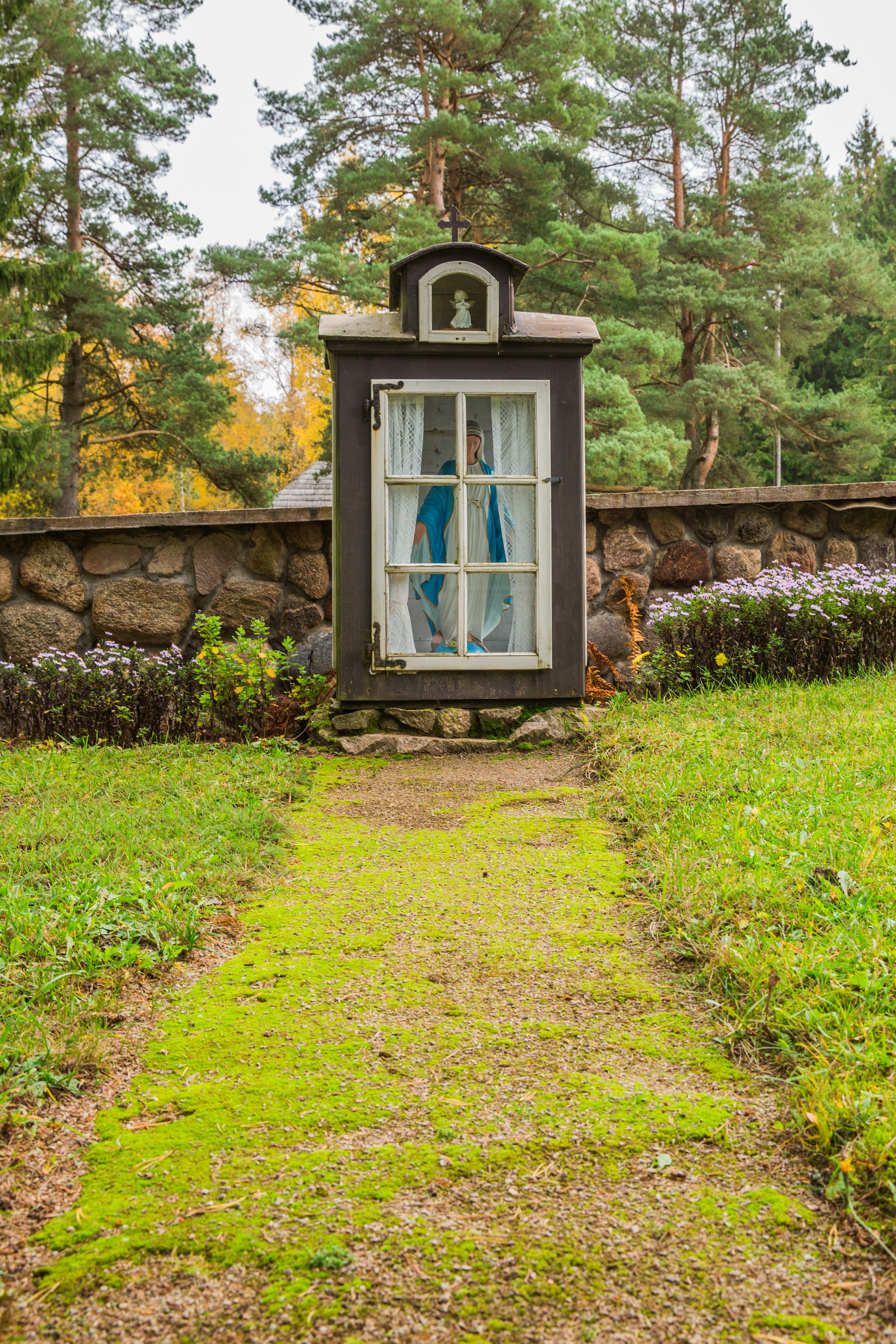
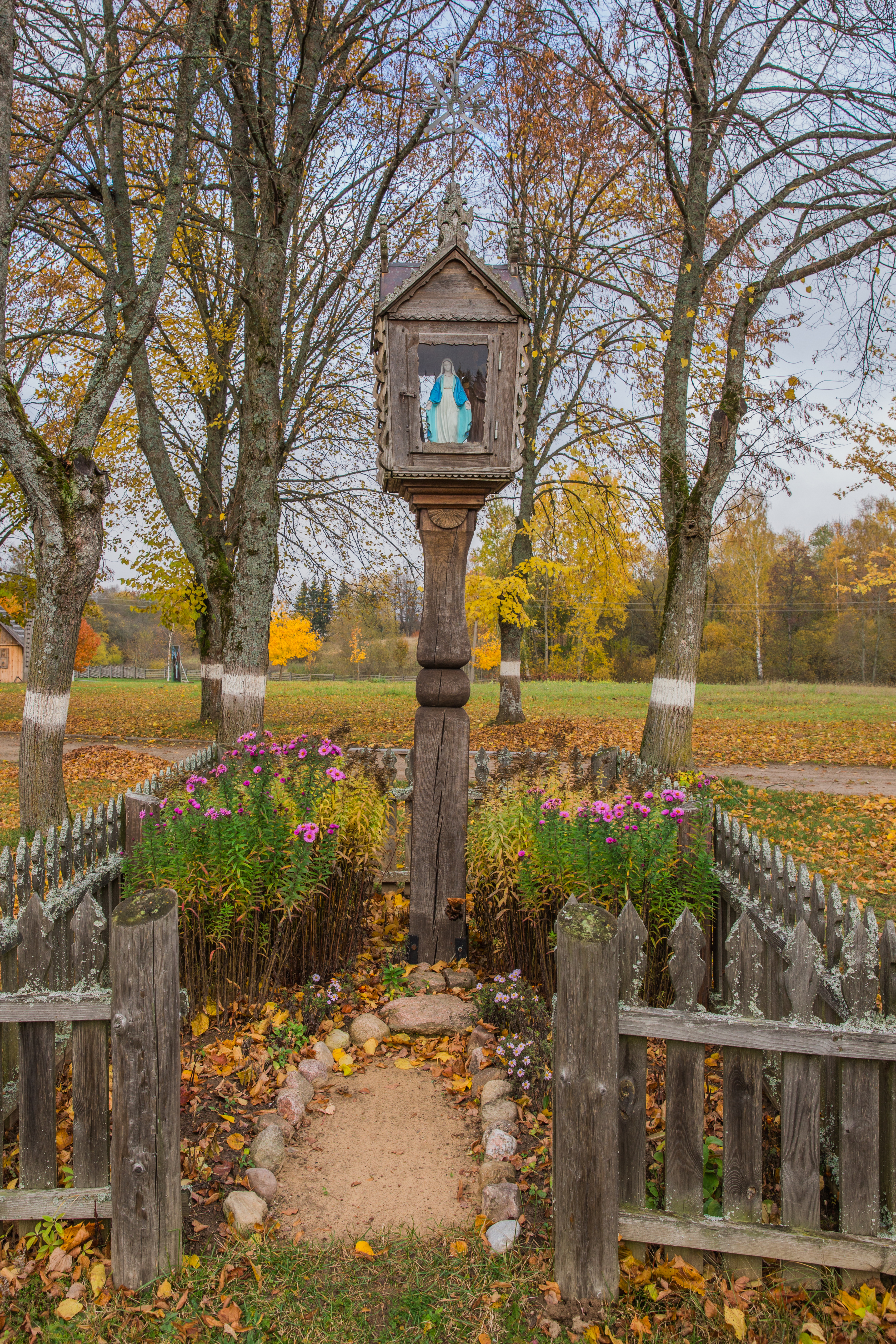
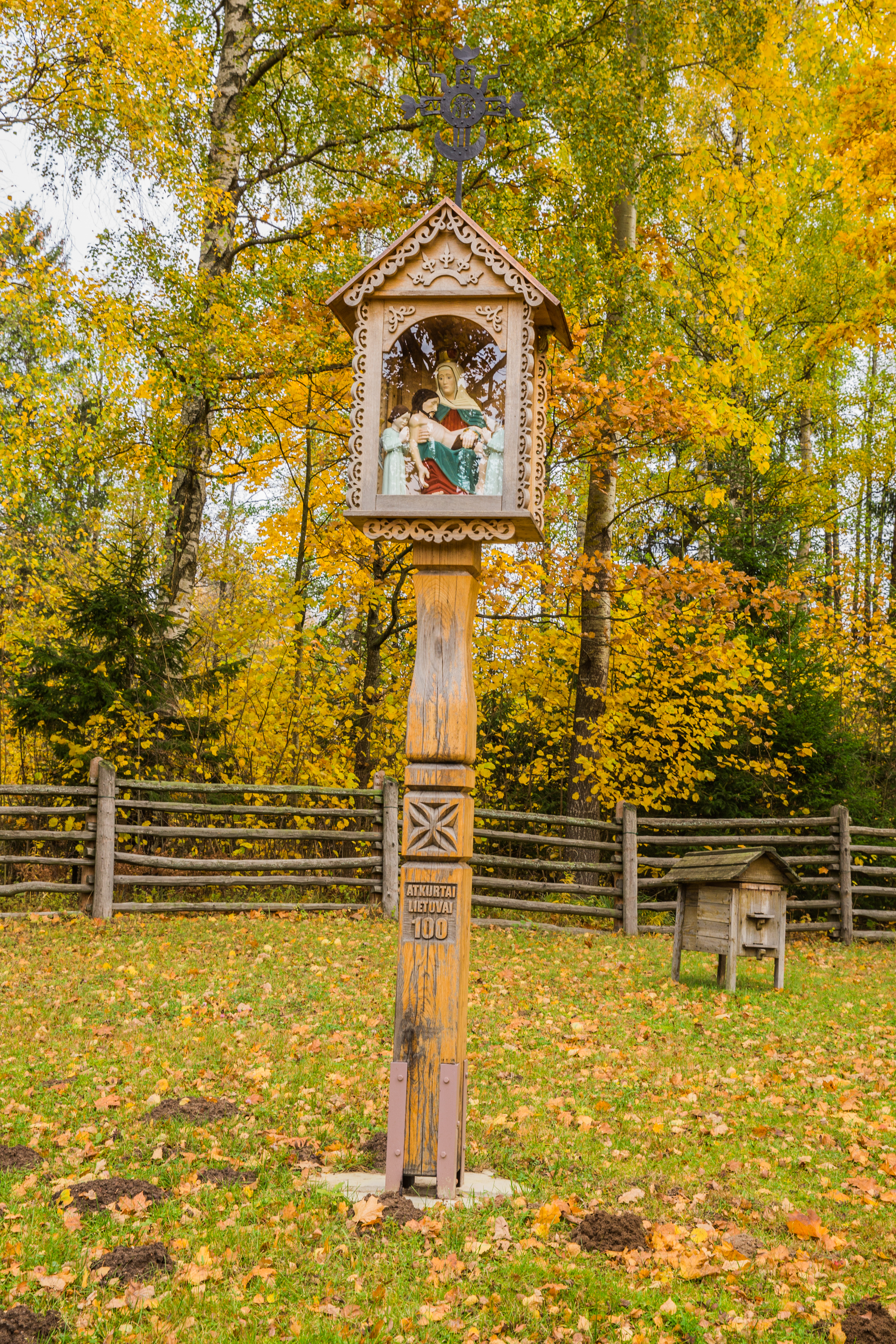